# Edina Szvoren
Edina Szvoren (Budapest, 1974) es una escritora de cuentos húngara.

## Trayectoria
Nació en Budapest y estudió música en la Escuela Superior de Música Béla Bartók, donde luego fue profesora de solfeo y de teoría musical. Obtuvo el título de maestra de coro en la Academia de Música Ferenc Liszt.
Su primer volumen de relatos, Pertu, de 2010, tuvo mucho éxito en su país y en una encuesta realizada por la revista literaria Jelenkor, fue votada como la segunda mejor colección de cuentos de Hungría de los últimos treinta años. Desde 2015, la editorial Magvető publica sus libros.

## Obra
- 2010 - Pertu, Palatinus
- 2012 - Nincs, és ne is legyen (Ni hay, ni deja de haber), Palatinus
- 2015 - Az ország legjobb hóhéra (El mejor verdugo del país), Magvető
- 2018 - Verseim (Mis poemas), Magvető

## Reconocimientos
- Móricz fellowship (2009)
- Tibor Déry Award (2010) por Pertu[5]
- Sándor Bródy Award (2011) al mejor primer libro de prosa del año por Pertu[2]
- NKA advocacy (2012)
- Artisjus Award (2013) por Nincs, és ne is legyen[5]
- Attila József Prize (2014)[5]
- Premio de Literatura de la Unión Europea (2015) por su colección de relatos Nincs, és ne is legyen[1]
- Miklós Mészöly Prize (2019) por Verseim[5]
- Libri Prize (2019) por Verseim[5]